# Грифцов, Василий Павлович
Василий Павлович Грифцов (1808—1870) — директор Ярославского Демидовского лицея.

## Биография
Родился в семье священника. В 1828 году окончил Рязанскую духовную семинарию по 1-му разряду и в 1829 году поступил в Петербургский педагогический институт. В службе — с 12 февраля 1836 года; был преподавателем русского языка и словесности в Виленской гимназии, затем перемещён на должность преподавателя истории и статистики в Виленском дворянском институте. В 1841—1855 годы был старшим учителем истории и статистики в 3-й московской гимназии, одновременно преподавал историю и географию в Лазаревском институте восточных языков (1843—1853) и историю в Московской практической академии коммерческих наук (1850—1856).
В 1853—1856 годах — инспектор 2-й Московской гимназии, в 1856—1857 годах — 1-й Московской гимназии. 3 марта 1857 года был назначен директором 3-й Московской гимназии с производством в чин статского советника. 19 ноября 1865 года получил чин действительного статского советника.
18 января 1866 году получил назначение директором Ярославского Демидовского юридического лицея и директором народных училищ Ярославской губернии.
В августе 1868 года В. П. Грифцов вышел в отставку по болезни. Умер в Москве 27 марта 1870 года.

## Награды
За свою службу В. П. Грифцов был награждён рядом орденов, в их числе:
- Орден Святой Анны 2-й степени (1854 год; императорская корона к этому ордену пожалована в 1862 году)
- Орден Святого Станислава 2-й степени с императорской короной (1859 год)
- Орден Святого Владимира 3-й степени (1867 год)